# 垂水ゴルフ倶楽部
垂水ゴルフ倶楽部（たるみゴルフくらぶ）は、兵庫県神戸市垂水区潮見が丘に広がるゴルフ場である。

## 概要
垂水ゴルフ倶楽部は、1920年（大正9年）、新たなゴルフ場の建設に向け、日本綿花株式会社（現、双日株式会社）・南郷三郎、久保正助らが発起人となり、社団法人「舞子カントリー倶楽部」を創設したことに始まる。1920年（大正9年）10月3日、明石郡垂水村に「舞子カントリー倶楽部」9ホールゴルフ場を開場した。日本では、第7番目に開場した歴史のあるゴルフ場である。その後、1932年（昭和7年）7月29日、舞子カントリー倶楽部を閉鎖、同年7月、ゴルフ場は「新興土地建物株式会社」に売却され、同年9月、太平洋戦争までパブリックコース「舞子ゴルフ場」を開場した。その後、1943年（昭和18年）8月31日、舞子ゴルフ場を閉鎖し、 1944年（昭和19年）、「三菱重工業株式会社」の厚生農園に変わった。
1951年（昭和26年）9月23日、芋畑となっていた舞子ゴルフ場9ホールが整備され、新たなゴルフ場「垂水ゴルフ倶楽部」を創設した。1953年（昭和28年）4月1日、コース設計をJ・E・クレーンに依頼、18ホール規模のゴルフ場を着工、翌年の、1954年（昭和29年）7月、18ホール増設、ゴルフ場が完成し開場した。
コースは、全体的にはフェアウェイは狭く、グリーンは砲台型で小さく、バンカーが深いなど、手造りの良さが目立つ丘陵コースである。アウトコースは、比較的フラットなコースであるが、インコースは、打ち上げ、打ち下ろし、池越えなど、変化に富んでおり、正確なショットが要求されるコースである。
J・E・クレーンは、1892年（明治25年）、イギリス人の父と日本人の母に生まれ、日本ゴルフ史に残るゴルフ場設計家である。太平洋戦争をまたぎ1980年（昭和55年）まで関西を中心に数多くの設計に携わった。設計したコースは22コース程あり、特徴としては、あくまでも自然が主役で、微妙な起伏を生かすことで難易度を高めることを主眼にした。

## 歴史
- 1920年（大正9年）10月3日 - 社団法人「舞子カンツリー倶楽部」を創設
- 1932年（昭和7年）
  - 7月29日 - 舞子カンツリー倶楽部を解散
  - 7月 - ゴルフ場を新興土地建物株式会社に売却
  - 9月 - パブリックコース「舞子ゴルフ場」を開場
- 1943年（昭和18年）8月31日 - 舞子ゴルフ場を閉鎖
- 1944年（昭和19年） - ゴルフ場を三菱重工業株式会社に売却
- 1951年（昭和26年）9月12日 - 「垂水ゴルフ倶楽部」を創設
- 1953年（昭和28年）4月1日 - 18ホール規模のゴルフ場に着工
- 1954年（昭和29年）9月7日 - 18ホール規模のゴルフ場が完成
- 1960年（昭和35年）4月6日 - 新クラブハウス完成[4]

## 所在地
〒655-0005 兵庫県神戸市垂水区潮見が丘二丁目2番1号

## コース情報
- 開場日 - 1920年10月3日
- 設計者 - J・E・クレーン
- 面積 - 470.000m2（約14.2万坪）
- コースタイプ - 丘陵コース
- コース - 18ホールズ、パー70、5,955ヤード、コースレート67.7
- グリーン - 1グリーン、ベント（ペンクロス）
- プレースタイル - 乗用カート(5人乗り)、自走式、全組キャディ付き
- 練習場 - 12打席 200ヤード
- 休場日 - 毎週月曜日（祝日の場合は翌火曜日）、2・5・8月の最終火曜日、12月31日、1月1日[5][6]

## ギャラリー
- コース - 「垂水ゴルフ倶楽部」、コース紹介、コース全景図
- ハウス - 「垂水ゴルフ倶楽部」、施設案内

## 交通アクセス
- 鉄道 - JR神戸線（山陽本線） - 垂水駅よりタクシー利用 約7分、路線バス 約10分
- 道路 - 阪神高速7号北神戸線 - 前開出入口より 7km[7]

## エピソード
- 創設時の「舞子カントリー倶楽部」は、「六甲だけでは冬のゴルフができない」とゆう理由で、明石郡垂水村にゴルフ場が造られた経緯がある。しかし、舞子カントリー倶楽部の歴史は、僅か12年で終わった[8]。
- 昭和に入って、「茨木カンツリー倶楽部」、「廣野ゴルフ倶楽部」など、本格的なゴルフ場が相次いで開場し、「舞子カントリー倶楽部」が解散したときは、メンバーの大半は廣野ゴルフ倶楽部に移った[8]。
- コース設計のJ・E・クレーンには、弟のH・C・クレーンがおり、鳴尾ゴルフ倶楽部の設計を行った。弟は無報酬で「垂水ゴルフ倶楽部」の設計を手伝ったこともあり、鳴尾ゴルフ倶楽部のDNAを見ることが出来る[8]。
- 垂水ゴルフ倶楽部の、インコースの12、13、14、16番ホールは、明石海峡大橋に向かって打つ豪快なホールである[8]。

## 関連文献
- 『全国ゴルフ・コース案内 関西篇』、「垂水ゴルフ倶楽部」、水谷準著、東京 ベースボール・マガジン社、1963年、2020年12月10日閲覧
- 『ゴルフ場ガイド 東版』2006-2007、「垂水ゴルフ倶楽部（兵庫県）」、東京 ゴルフダイジェスト社、2006年5月、2020年12月10日閲覧
- 『美しい日本のゴルフコース BEAUTIFUL GOLF CULTURE IN JAPAN 日本のゴルフ110年記念 ゴルフは日本の新しい伝統文化である』、ゴルフダイジェスト社「美しい日本のゴルフコース」編纂委員会編、「垂水ゴルフ倶楽部」、東京 ゴルフダイジェスト社、2013年12月、2020年12月10日閲覧